# Sanduíche de mortadela
Um sanduíche de mortadela, também conhecido como pão com mortadela, é basicamente um sanduíche que utilize mortadela. É um lanche muito comum na capital de São Paulo, além de ser o ícone do Mercado Municipal de São Paulo (Mercadão), famoso pelos seus sanduíches exageradamente recheados com mortadela.
Seus ingredientes são pão (geralmente pão francês) e mortadela em fatias. Além disso, pode incluir outros ingredientes, como queijo (geralmente muçarela) e vinagrete.